# Edgeley
Edgeley est une ville située dans le comté de LaMoure, dans l’État américain du Dakota du Nord. Lors du recensement de 2010, sa population s’élevait à 563 habitants.

## Démographie
| 1900 | 1910 | 1920 | 1930 | 1940 | 1950 |
| ---- | ---- | ---- | ---- | ---- | ---- |
| 306  | 749  | 803  | 821  | 803  | 943  |

| 1960 | 1970 | 1980 | 1990 | 2000 | 2010 |
| ---- | ---- | ---- | ---- | ---- | ---- |
| 992  | 888  | 843  | 680  | 637  | 563  |

## Source
- (en) Cet article est partiellement ou en totalité issu de l’article de Wikipédia en anglais intitulé « Edgeley, North Dakota » (voir la liste des auteurs).